# Sędziny
Sędziny [pronunciación en polaco: /sɛnˈd͡ʑEnɨ/] (alemán Groß Lintze) es un pueblo ubicado en el distrito administrativo de Gmina Duszniki, dentro del Distrito de Szamotuły, Voivodato de Gran Polonia, en el oeste de Polonia central. Se encuentra aproximadamente a 6 kilómetros al sureste de Duszniki, a 22 kilómetros al sur de Szamotuły, y a 31 kilómetros al oeste de la capital regional Poznan.
El pueblo tiene una población de 480 habitantes.